# Alipi Kostadinov
Alipi Kostadinov, född den 16 april 1955 i Petrovice i dåvarande Tjeckoslovakien, är en tjeckisk före detta tävlingscyklist som tog OS-brons för Tjeckoslovakien i lagtempoloppet vid olympiska sommarspelen 1980 i Moskva. 